# S-a schimbat
S-a schimbat este un album realizat de solista de muzică pop rock Laura Stoica și lansat în anul 2005. Materialul include opt piese și a apărut la casa de discuri TVR Media, fiind editat sub formă de compact disc și casetă audio.

## Piese
1. Mereu mă ridic (Laura Stoica, Remus Carteleanu, Matei Bulencea / Zoia Alecu)
2. Să iubești (Bobby Stoica / Laura Stoica)
3. S-a schimbat (Remus Carteleanu / Laura Stoica)
4. E Rai (Laura Stoica / Laura Stoica)
5. Hyper bărbat (Adrian Vișteanu / Laura Stoica)
6. Hey... (Mihai Godoroja, Emanuel Gheorghe / Laura Stoica)
7. Lista (Adrian Vișteanu / Laura Stoica)
8. Mai frumoasă (Laura Stoica, Emanuel Gheorghe / Laura Stoica)

## Personal
- Laura Stoica – vocal
- Adrian Vișteanu – chitară, voce de fundal
- Emanuel Gheorghe „Fisă” – claviaturi, voce de fundal
- Victor Miclăuș – bas, voce de fundal
- Cristian Mărgescu – tobe, voce de fundal

Orchestrații: Bobby Stoica (1, 2); Cosmin Lupan (3); Emanuel Gheorghe „Fisă” (4, 5, 6, 7, 8); Sorin Bocerean (6).
Materialul a fost înregistrat la studiourile VoltArt și VdV Music din București (2004–2005) și a fost masterizat la studioul VoltArt. Fotografii realizate de Marius Bărăgan, concepție grafică de Constantin Dragomir.